# Episema rubrescens
Episema rubrescens är en fjärilsart som beskrevs av Culot. Episema rubrescens ingår i släktet Episema och familjen nattflyn. Inga underarter finns listade i Catalogue of Life.